# 韩默理
費迪南德·哈默（荷蘭語：：1840年8月21日—1900年7月24日；中文名：韓默理），是天主教荷蘭籍主教及聖母聖心會會士。曾先後出任中國甘肅省甘肅宗座代牧區宗座代牧（1878年-1888年）和內屬蒙古西南蒙古宗座代牧區宗座代牧（1888年-1900年）。1900年，韓默理主教在義和團運動中被殺。

## 生平

### 早年生活
費迪南德·哈默出生於1840年8月21日，在荷蘭海爾德蘭省奈梅亨。1864年8月10日晉鐸，同年聖座把蒙古宗座代牧區劃歸1862年剛剛成立的聖母聖心會管理，一個無人知曉但充滿進取心的傳教會。

### 長城以外
1865年12月，南懷義神父（聖母聖心會創始人）、韓默理神父和另外3名傳教士，穿越長城在蒙古宗座代牧區的中心西灣子村（後來以教堂為中心發展成河北崇禮縣城），接管原屬遣使會的教務。

### 河西走廊
1878年6月21日，聖座從陝西宗座代牧區劃出甘肅省成立甘肅宗座代牧區，教座設在武威城西松樹莊。韓默理被時任教宗良十三世任命為甘肅宗座代牧區宗座代牧。同年10月27日，由蒙古宗座代牧巴耆賢主教主禮晉牧。

### 二十四頃地
由於，蒙古地區信徒大量增加。1883年12月21日，聖座把廣闊的蒙古宗座代牧區一分為三，成立東蒙古宗座代牧區、中蒙古宗座代牧區和西南蒙古宗座代牧區。
1885年1月12日，韓主教襄禮祝聖山東北境宗座代牧區李博明主教。
1888年8月30日，韓默理主教調任為西南蒙古宗座代牧。教座起初在三道河，1898年韓主教將教座遷至河套地區薩拉齊廳（土默特右旗）二十四頃地。在那一帶有天主教1890年以後陸續購進的大片地產（多達260多頃），有許多從關內前來謀生的漢族農民，租種教會的土地，其中有不少因此加入了天主教。

### 庚子年
1889年秋爆發義和團運動，1900年7月5日（六月初九日）韓默理主教面對義和團的威脅，與薩拉齊廳境內6名外籍教士在二十四頃地主教座堂內祈禱，後決定固守主教座堂。7月6日，韓主教命令6名外籍傳教士逃往三道河，自己單獨留下陪伴在此避難的數千名信徒。
此後，薩廳東段所有教堂均被義和團攻破及焚毀。每天均有信徒逃到二十四頃地主教座堂。7月19日（六月二十三日）清晨，歸化城派出的二百名清軍馬隊趁守衛教堂的信徒疲勞，攻進村內，大批信徒被殺，包括聖嬰會內所有兒童。義和團則放火燒毀村莊與教堂。
韓主教被捕後，遭義和團“手足合繫，貫以竹竿，抬之遊街”受盡淩辱，然後與“教友五人，同置一車……跪于車中，頭上有大刀一，橫懸頸後，車動則刀切六人之頸”，運到托克托廳城，又“以鐵索穿肩骨，囚以籠……背上插一小旗，上書‘老洋魔’三字”在河口鎮遊街示眾。
同年7月24日，韓主教被押解回托克托廳城，再在陶村遊街示眾。最後，於同日在托廳南灘被脫去衣服，用浸滿油的棉布擦拭全身，隨後放火燒死，首級懸於木，享年59歲。。